# Verbascum nudicaule
Verbascum nudicaule là một loài thực vật có hoa trong họ Huyền sâm. Loài này được Takht. miêu tả khoa học đầu tiên.